# Яннес Горн
Яннес Кілліан Горн (нім. Jannes-Kilian Horn, нар. 6 лютого 1997, Брауншвейг, Німеччина) — німецький футболіст, фланговий захисник клубу «Бохум».
На правах оренди грає у клубі «Нюрнберг».

## Ігрова кар'єра

### Клубна
Яннес Горн є вихованцем футболу міста Брауншвейг, де він починав займатися футболом у місцевих клубах аматорського рівня. У віці 11 - ти років Горн приєднався до клубної академії «Вольфсбурга». У сезоні 2016/17 футболіст був переведений до основного складу і у вересні зіграв свій перший матч на професійному рівні.
Вже наступний сезон футболіст почав у клубі «Кельн», у складі якого брав участь у матчах Ліги Європи. Сезон 2019/20 Горн провів в оренді у клубі «Ганновер 96». Після чого повернувся до «Кельна» і у 2022 році як вільний агент перейшов до клубу Бундесліги «Бохум», з яким підписав дворічний контракт.
Зігравши в команді лише два матчі, у січні 2023 року футболіст відправився в оренду у клуб «Нюрнберг».

### Збірна
У 2016 році у складі юнацької збірної Німеччини (U-19) Яннес Горн брав участь у домашній юнацькій першості Європи, де Німеччина посіла в групі третє місце і виграла перехідний турнір за право участі у юнацькому чемпіонаті світу у 2017 році.